# SMS Karlsruhe (1912)
La SMS Karlsruhe fu un incrociatore leggero della Kaiserliche Marine tedesca, prima unità dell'omonima classe, entrata in servizio nel gennaio del 1914 ed attiva durante le fasi iniziali della prima guerra mondiale; dislocata nei Caraibi allo scoppio delle ostilità, la nave operò contro il traffico mercantile nemico, prima di affondare il 4 novembre 1914 al largo di Trinidad a causa di un'esplosione accidentale nel suo deposito delle munizioni.

## Storia
Impostata nei cantieri Germaniawerft di Kiel il 21 settembre 1911, la nave fu varata l'11 novembre 1912 con il nome di Karlsruhe, in onore dell'omonima città tedesca; la nave entrò poi in servizio con la Hochseeflotte il 15 gennaio 1914, sotto il comando del capitano di fregata Erich Köhler. Poco dopo la sua entrata in servizio la nave fu destinata alle operazioni oltremare, facendo rotta per i Caraibi nel luglio del 1914 per dare il cambio all'incrociatore SMS Dresden; allo scoppio della guerra nell'agosto seguente le due navi stazionavano nei pressi del Cay Sal Bank, vicino allo stretto della Florida: la Dresden ricevette l'ordine di dirigersi verso il Sudamerica, mentre alla Karlsruhe fu assegnato il compito di attaccare i mercantili nemici nella zona dei Caraibi.
Il 6 agosto la Karlsruhe si incontrò con il transatlantico Kronprinz Wilhelm 120 miglia a nord di Watling Island, allo scopo di rifornirlo di armi e cannoni per trasformarlo in un incrociatore ausiliario: mentre erano in corso le operazioni di trasbordo tra le due navi, sulla scena comparve l'incrociatore corazzato britannico HMS Suffolk, obbligando le unità tedesche a separarsi dirigendo verso direzioni opposte; inseguita dalla Suffolk e poco dopo anche dall'incrociatore leggero HMS Bristol, la Karlsruhe riuscì a dileguarsi grazie alla sua maggiore velocità ed all'approssimarsi della notte, riparando il 9 agosto seguente a Porto Rico con appena 12 tonnellate di carbone residue. Fatto rifornimento, Köhler diresse la sua nave verso la costa settentrionale del Brasile, una zona poco pattugliata dai britannici e dove era possibile ottenere rifornimenti dalle carboniere tedesche che incrociavano nell'area: il 18 agosto la nave fece la sua prima vittima, affondando il mercantile britannico Bowes Castle.
Il 28 agosto l'incrociatore fu raggiunto da tre navi da rifornimento tedesche al largo di Fernando de Noronha: Köhler adottò la tattica di tenere due dei rifornitori a circa venti miglia di distanza dai due lati della Karlsruhe, aumentandone così il raggio di ricerca; tra i primi di settembre e la fine di ottobre la Karlsruhe affondò o catturò un totale di 16 mercantili (più un diciassettesimo catturato da uno dei suoi rifornitori) per complessive 77.834 tonnellate di stazza lorda. Ai primi di novembre Köhler decise di lasciare la zona a nord del Brasile e di dirigersi verso le Antille occidentali allo scopo di attaccare le acque antistanti i porti di Barbados e Fort-de-France; nel pomeriggio del 4 novembre 1914 l'unità si trovava a circa 200 miglia ad est di Trinidad, in rotta per incontrarsi con due dei suoi rifornitori, quando un'improvvisa esplosione spezzò in due la nave: la sezione di prua affondò rapidamente, trascinando con sé il comandante Köhler e gran parte dell'equipaggio, mentre la poppa rimase a galla abbastanza a lungo da permettere ai 129 superstiti di essere recuperati dalla nave appoggio Rio Negro, accorsa sul luogo dell'esplosione. La causa dell'esplosione rimase ignota: se inizialmente fu formulata l'ipotesi di una detonazione nella sala caldaie della nave, è molto probabile che la causa sia stata un'esplosione accidentale nel deposito delle munizioni, favorita dalle alte temperature dell'aria e del mare.
La Rio Negro fece rotta verso l'Islanda allo scopo di rientrare in patria; sfruttando la copertura di una tempesta, la nave riuscì ad eludere la sorveglianza nemica nel Mare del Nord ed a rientrare in Germania ai primi di dicembre del 1914, portando per prima la notizia dell'affondamento dell'incrociatore. La notizia della perdita della Karlsruhe fu mantenuta a lungo segreta dalle autorità tedesche, e fu solo nel marzo del 1915 che i britannici si resero conto della scomparsa della nave.